# خالد الأسمر
خالد محمود عبد الوهاب الأسمر هو أردني وعضو في تنظيم القاعدة، اعتقل إداريًا خارج نطاق القانون في معتقل غوانتانامو الأمريكي في كوبا. تم اعتقاله في باكستان في يناير 2002، وتم تسليمه إلى الأردن في 19 يوليو 2005.

## حياته
ولد في 16 ديسمبر عام 1963 في إربد، سافر إلى باكستان في عام 1985، وتزوج امرأتين أفغانيتين، وفي العام التالي التحق بأحد المعسكرات في أفغانستان. تولى بعد ذلك العمل مع أسرة عبد الله عزام، حيث عمل على فتح المستشفيات في شمال أفغانستان حتى يناير 1992.

## وصلات خارجية
- مقابلة صحفية مع خالد الأسمر - فيديو.